# Reformverein
Unter dem Namen Reformverein vereinigten sich im deutschsprachigen Raum seit der Mitte des 19. Jahrhunderts Männer, um bestehende politische oder gesellschaftliche Strukturen zu verändern. Die Motivationen zur Vereinsgründung waren sehr unterschiedlich.
Peter Conradin von Planta gründete 1842 in Chur (Graubünden) den ersten liberalen Reformverein, der sich schnell über den ganzen Kanton verbreitete und zum Ziel hatte, veraltete Zustände zu beseitigen und durch neue Einrichtungen zu ersetzen.
Im Gefolge der Revolution in Mecklenburg (1848) kam es dort zur Gründung zahlreicher Reformvereine.
In Frankfurt am Main gründeten im Jahr 1862 Konservative, „großdeutsche“ Liberale und Demokraten den Großdeutschen Reformverein. Die Vereinsgründung war eine Reaktion auf den „antiparlamentarischen Kurs“ der preußischen Regierung zur Durchführung der Heeresreform. Die preußische Regierung und König Wilhelm I. wollten eine Heeresreform durchführen, für die das Parlament jedoch nicht den Etat bewilligte. Somit eskalierte der ursprüngliche „Heereskonflikt“ zu einem Preußischen Verfassungskonflikt. Ziel des Reformvereins war die Reformierung des Deutschen Bundes unter der Führung Österreichs.
In Frankfurt am Main folgten Konservative, großdeutsche Liberale und Demokraten unter Johannes Ronge im Oktober 1863 mit der Gründung des dem Altkatholizismus nahestehenden Religiösen Reformvereins.
1879 kam es durch Alexander Pinkert in Dresden zur Gründung des ersten antisemitisch eingestellten Deutschen Reformvereins.
Im Jahr 1882 wurde in Österreich der ebenfalls antisemitische Österreichische Reformverein unter Ernst Schneider und Karl von Zerboni gegründet, dessen Präsident Robert Pattai wurde. Noch im selben Jahr verließ Georg von Schönerer mit anderen Deutschnationalen den Reformverein und gründete den Deutschnationalen Verein (ein Beitrittsgesuch Viktor Adlers wurde mit dem Hinweis auf einen von Schönerer eingeführten Arierparagraphen abgelehnt). Mit Unterstützung des Österreichischen Reformvereins gelang Karl Lueger 1884 der Einzug in den Wiener Gemeinderat bei der Reichsratswahl 1885 auch der Einzug in den Reichsrat.
1892 begann der ebenfalls antisemitische Kasseler Reformverein unter der langjährigen Leitung des Reichstagsabgeordneten und Redakteurs Ludwig Werner seinen Einfluss auszuüben.